# Федораевка
Федораевка — село в Шегарском районе Томской области России. Входит в состав Северного сельского поселения.

## История
Село было основано в 1832 году (по другим данным — в 1808 году). В «Списке населенных мест Российской империи» 1868 года издания населённый пункт упомянут как заимка Федоряевская (Федораева) Томского округа (4-го участка) при реке Шегарке, расположенная в 140 верстах от губернского города Томска. В заимке имелось 48 дворов и проживало 249 человек (125 мужчин и 124 женщины).

По состоянию на 1911 год деревня Федораева Заимка входила в состав Бобарыкинской волости Томского уезда. Население на тот период составляло 234 человека. В 1920 году в заимке, относящейся к Николаевскому сельскому обществу Монастырской волости, насчитывалось 63 двора и проживало 327 человек.

По данным 1929 года в деревне Федораевка имелось 81 хозяйство и проживало 428 человек (в основном — русские). Административно село являлось центром Федораевского сельсовета Кривошеинского района Томского округа Сибирского края. В ныне несуществующий Федораевский сельсовет входили также выселок Скачок, выселок Герой и посёлок Лопушинский.

## География
Село находится в южной части Томской области, на правом берегу реки Шегарка, на расстоянии примерно 37 километров (по прямой) к северо-западу от села Мельниково, административного центра района. Абсолютная высота — 106 метров над уровнем моря.

### Часовой пояс
Федораевка, как и вся Томская область, находится в часовой зоне МСК+4. Смещение применяемого времени относительно UTC составляет +7:00.

## Население
| 2002 | 2010 | 2012 | 2013 | 2014 | 2015 | 2021 |
| ---- | ---- | ---- | ---- | ---- | ---- | ---- |
| 145  | ↘125 | →125 | ↘124 | ↗130 | ↗133 | ↘111 |

Гендерный состав
По данным Всероссийской переписи населения 2010 года в гендерной структуре населения мужчины составляли 53,6 %, женщины — соответственно 46,4 %.
Национальный состав
Согласно результатам переписи 2002 года, в национальной структуре населения русские составляли 97 %.

## Инфраструктура
В селе функционирует дом культуры.

## Улицы
Уличная сеть села состоит из 4 улиц:
- Набережная
- Озерная
- Трактовая
- Центральная